# Unicodeblock Altuigurisch
Der Unicodeblock Altuigurisch (engl. Old Uyghur, U+10F70 bis U+10FAF) enthält die Schriftzeichen der Alttürkischen Sprache, die manchmal auch als Altuigurisch bezeichnet wird.

## Liste
| Unicodenummer   | Zeichen (400 %) | Kategorie                               | Bidirektionale Klasse              | Offizielle Bezeichnung              | Beschreibung                                          |
| --------------- | --------------- | --------------------------------------- | ---------------------------------- | ----------------------------------- | ----------------------------------------------------- |
| U+10F70 (69488) | 𐽰               | anderer Buchstabe, Silbe oder Ideogramm | rechts nach links (nicht-arabisch) | OLD UYGHUR LETTER ALEPH             | Altuigurischer Buchstabe Aleph                        |
| U+10F71 (69489) | 𐽱               | anderer Buchstabe, Silbe oder Ideogramm | rechts nach links (nicht-arabisch) | OLD UYGHUR LETTER BETH              | Altuigurischer Buchstabe Beth                         |
| U+10F72 (69490) | 𐽲               | anderer Buchstabe, Silbe oder Ideogramm | rechts nach links (nicht-arabisch) | OLD UYGHUR LETTER GIMEL-HETH        | Altuigurischer Buchstabe Gimel-Heth                   |
| U+10F73 (69491) | 𐽳               | anderer Buchstabe, Silbe oder Ideogramm | rechts nach links (nicht-arabisch) | OLD UYGHUR LETTER WAW               | Altuigurischer Buchstabe Waw                          |
| U+10F74 (69492) | 𐽴               | anderer Buchstabe, Silbe oder Ideogramm | rechts nach links (nicht-arabisch) | OLD UYGHUR LETTER ZAYIN             | Altuigurischer Buchstabe Zayin                        |
| U+10F75 (69493) | 𐽵               | anderer Buchstabe, Silbe oder Ideogramm | rechts nach links (nicht-arabisch) | OLD UYGHUR FINAL HETH               | Altuigurischer Buchstabe finales Heth                 |
| U+10F76 (69494) | 𐽶               | anderer Buchstabe, Silbe oder Ideogramm | rechts nach links (nicht-arabisch) | OLD UYGHUR LETTER YODH              | Altuigurischer Buchstabe Yodh                         |
| U+10F77 (69495) | 𐽷               | anderer Buchstabe, Silbe oder Ideogramm | rechts nach links (nicht-arabisch) | OLD UYGHUR LETTER KAPH              | Altuigurischer Buchstabe Kaph                         |
| U+10F78 (69496) | 𐽸               | anderer Buchstabe, Silbe oder Ideogramm | rechts nach links (nicht-arabisch) | OLD UYGHUR LETTER LAMEDH            | Altuigurischer Buchstabe Lamedh                       |
| U+10F79 (69497) | 𐽹               | anderer Buchstabe, Silbe oder Ideogramm | rechts nach links (nicht-arabisch) | OLD UYGHUR LETTER MEM               | Altuigurischer Buchstabe Mem                          |
| U+10F7A (69498) | 𐽺               | anderer Buchstabe, Silbe oder Ideogramm | rechts nach links (nicht-arabisch) | OLD UYGHUR LETTER NUN               | Altuigurischer Buchstabe Nun                          |
| U+10F7B (69499) | 𐽻               | anderer Buchstabe, Silbe oder Ideogramm | rechts nach links (nicht-arabisch) | OLD UYGHUR LETTER SAMEKH            | Altuigurischer Buchstabe Samekh                       |
| U+10F7C (69500) | 𐽼               | anderer Buchstabe, Silbe oder Ideogramm | rechts nach links (nicht-arabisch) | OLD UYGHUR LETTER PE                | Altuigurischer Buchstabe Pe                           |
| U+10F7D (69501) | 𐽽               | anderer Buchstabe, Silbe oder Ideogramm | rechts nach links (nicht-arabisch) | OLD UYGHUR LETTER SADHE             | Altuigurischer Buchstabe Sadhe                        |
| U+10F7E (69502) | 𐽾               | anderer Buchstabe, Silbe oder Ideogramm | rechts nach links (nicht-arabisch) | OLD UYGHUR LETTER RESH              | Altuigurischer Buchstabe Resh                         |
| U+10F7F (69503) | 𐽿               | anderer Buchstabe, Silbe oder Ideogramm | rechts nach links (nicht-arabisch) | OLD UYGHUR LETTER SHIN              | Altuigurischer Buchstabe Shin                         |
| U+10F80 (69504) | 𐾀               | anderer Buchstabe, Silbe oder Ideogramm | rechts nach links (nicht-arabisch) | OLD UYGHUR LETTER TAW               | Altuigurischer Buchstabe Taw                          |
| U+10F81 (69505) | 𐾁               | anderer Buchstabe, Silbe oder Ideogramm | rechts nach links (nicht-arabisch) | OLD UYGHUR LETTER LESH              | Altuigurischer Buchstabe Lesh                         |
| U+10F82 (69506) | 𐾂                | Markierung ohne Extrabreite             | Markierung ohne Extrabreite        | OLD UYGHUR COMBINING DOT ABOVE      | Altuigurischer kombinierender übergesetzter Punkt     |
| U+10F83 (69507) | 𐾃                | Markierung ohne Extrabreite             | Markierung ohne Extrabreite        | OLD UYGHUR COMBINING DOT BELOW      | Altuigurischer kombinierender untergesetzter Punkt    |
| U+10F84 (69508) | 𐾄                | Markierung ohne Extrabreite             | Markierung ohne Extrabreite        | OLD UYGHUR COMBINING TWO DOTS ABOVE | Altuigurische kombinierende zwei übergesetzte Punkte  |
| U+10F85 (69509) | 𐾅                | Markierung ohne Extrabreite             | Markierung ohne Extrabreite        | OLD UYGHUR COMBINING TWO DOTS BELOW | Altuigurische kombinierende zwei untergesetzte Punkte |
| U+10F86 (69510) | 𐾆               | andere Interpunktion                    | rechts nach links (nicht-arabisch) | OLD UYGHUR PUNCTUATION BAR          | Altuigurisches Satzzeichen Strich                     |
| U+10F87 (69511) | 𐾇               | andere Interpunktion                    | rechts nach links (nicht-arabisch) | OLD UYGHUR PUNCTUATION TWO BARS     | Altuigurisches Satzzeichen zwei Striche               |
| U+10F88 (69512) | 𐾈               | andere Interpunktion                    | rechts nach links (nicht-arabisch) | OLD UYGHUR PUNCTUATION TWO DOTS     | Altuigurisches Satzzeichen zwei Punkte                |
| U+10F89 (69513) | 𐾉               | andere Interpunktion                    | rechts nach links (nicht-arabisch) | OLD UYGHUR PUNCTUATION FOUR DOTS    | Altuigurisches Satzzeichen vier Punkte                |